# 大魔神社
大魔神社（だいまじんじゃ、英語：Daimajin Shrine）は、東京都調布市にある神社。調布市多摩川6丁目の角川大映スタジオの敷地内に鎮座する。
大魔神社は角川大映スタジオの奥に鎮座しているため、一般人の参詣は不可とされている。そのため、角川大映撮影所の正門横の売店「SHOP MAJIN」に遥拝所が設けられており、一般人はここから遥拝することができる。

## 歴史
天津神、国津神、八百万の神の「くし御魂」と「さき御魂」をもって「大魔神の神」とし、これを祭神として祀っている。また神体として、東京都調布市の布多天神社の大神および、東京都府中市の大國魂神社の境内にある宮乃咩神社の天鈿女命の御印を祀っている。
神職は常駐していないため、神事の際には布多天神社の神職が招かれる。角川大映撮影所にて映画などの撮影が始まる直前に、布多天神社の神職が招かれ、大魔神社にて撮影安全祈願の神事が執り行われる。この祭祀において、撮影の安全や無事、さらには作品のヒットなどが祈願される。
供物のうち、御神酒は各製作会社が用意し、米、塩、尾頭付きの鯛、野菜、果物、乾物などは角川大映撮影所を所有する角川大映スタジオの制作部が用意することが慣例となっている。

## 祭神
- 大魔神の神

### 関連する神・人物
- アメノウズメ
- スクナビコナ
- 菅原道真